# Foramen magnum
Foramen magnum (latin: stort hul) er en stor oval åbning (foramen) i nakkebenet (Os occipitale) i kraniet hos mennesker og flere andre dyr. Det er en af flere ovale eller cirkulære åbninger (foramina) i bunden af kraniet. Som forlængelse af medulla oblongata, går medulla spinalis gennem foramen magnum, mens den forlader kraniehulen.
Udover transmissionen fra medulla oblongata og dens membraner, transmitterer foramen magnum også vertebrale arterier, den anteriore og posteriore spinalarterie, de tektorialmembraner og alar ledbåndene. Den transmitterer også spinalkomponenterne af Nervus accessorius ind i kraniet.